# Ukrainian Neurosurgical Journal
Ukrainian Neurosurgical Journal — научный медицинский рецензируемый журнал. Издание практикует политику немедленного открытого доступа к опубликованному содержанию. Журнал публикует материалы, касающиеся фундаментальных и клинических исследований в нейрохирургии, а также нейрорадиологии, отоневрологии, клинической нейрофизиологии, органической неврологии, нейроиммунологии, нейробихимии, нейропатоморфологии и других смежных областях.

## Учредители
Национальная академия медицинских наук Украины
Институт нейрохирургии им. акад. А.П. Ромоданова НАМН Украины
Украинская Ассоциация Нейрохирургов

## Издатель
Институт нейрохирургии им. акад. А.П. Ромоданова НАМН Украины

## История
Первый номер первого на Украине журнала, освещающего вопросы этиологии, патогенеза, клиники, диагностики и лечения нейрохирургической патологии, вышел в апреле 1995 г. под названием Бюллетень Украинской Ассоциации Нейрохирургов, и за период 1995-1999 гг. опубликовано восемь его номеров. С 2000 по 2018 журнал выходил под названием «Український нейрохірургічний журнал = Украинский нейрохирургический журнал = Ukrainian Neurosurgical Journal» (pISSN 1810-3154, eISSN 2412-8791). В 2019 году перерегистрирован с единственным названием «Ukrainian Neurosurgical Journal» (pISSN 2663-9084, eISSN 2663-9092) и с таким названием издается по настоящее время.

## Главный редактор
Педаченко Евгений Георгиевич (Киев, Украина)

## Заместитель главного редактора
Белошицкий Вадим Васильевич (Киев, Украина)

## Заведующая редакцией
Никифорова Анна Николаевна (Киев, Украина)

## Редакционная коллегия
Арраез Мигель А. (Малага, Испания) • Вукич Мирослав (Загреб, Хорватия) • Газиоглу Нурпери (Истанбул, Турция) • Гук Андрей Петрович (Киев, Украина) • Эндрюс Рассел Дж. (Лос Гатос, Соединенные Штаты) • Запухлих Григорий (Кишинев, Молдова) • Зельман Владимир (Лос-Анджелес, США) • Кариев Гайрат Маратович (Ташкент, Узбекистан) • Като Йоко (Тоёакэ, Япония) • Крэгг Роман (Лондон, Великобритания) • Малышева Татьяна Андреевна (Киев, Украина) • Медведев Владимир Викторович (Киев, Украина) • Меламед Израиль (Беер Шева, Израиль) • Нетлюх Андрей Михайлович (Львов, Украина) • Райнов Николай (Мюнхен, Германия) • Расулич Лукас Грюица ( Белград, Сербия) • Розуменко Владимир Давидович (Киев, Украина) • Рутка Джеймс (Торонто, Канада) • Сирко Андрей Григорьевич (Днепр, Украина) • Смоланка Владимир Иванович (Ужгород, Украина) • Смрчка Мартин (Брно, Чехия) • Фищенко Яков Витальевич (Киев, Украина) • Хижняк Михаил Виталиевич (Киев, Украина) • Цымбалюк Виталий Иванович (Киев, Украина) • Шанько Юрий Георгиевич (Минск, Беларусь)